# Adenanthos
Adenanthos, biljni rod iz porodice dvoličnjakovki. Tridesetak vrsta kao endemi rastu po australskim državama Južna i Zapadna Australija i Victoria.
Rod je opisan 1805. i svrstan u vlastiti podtribus Adenanthinae, dio tribusa Leucadendreae. Tipična je vrsta A. cuneatus.

## Vrste
1. Adenanthos acanthophyllus A.S.George
2. Adenanthos apiculatus R.Br.
3. Adenanthos argyreus Diels & E.Pritz.
4. Adenanthos barbiger Lindl.
5. Adenanthos cacomorphus E.C.Nelson
6. Adenanthos cuneatus Labill.
7. Adenanthos × cunninghamii Meisn.
8. Adenanthos cygnorum Diels & E.Pritz.
9. Adenanthos detmoldii F.Muell.
10. Adenanthos dobagii E.C.Nelson
11. Adenanthos dobsonii F.Muell.
12. Adenanthos drummondii Meisn.
13. Adenanthos ellipticus A.S.George
14. Adenanthos eyrei E.C.Nelson
15. Adenanthos filifolius Benth.
16. Adenanthos flavidiflorus F.Muell.
17. Adenanthos forrestii F.Muell.
18. Adenanthos glabrescens E.C.Nelson
19. Adenanthos gracilipes A.S.George
20. Adenanthos ileticos E.C.Nelson
21. Adenanthos intermedius Ostenf.
22. Adenanthos intricatus Gardner
23. Adenanthos labillardierei E.C.Nelson
24. Adenanthos linearis Meisn.
25. Adenanthos macropodianus E.C.Nelson
26. Adenanthos meisneri Lehm.
27. Adenanthos obovatus Labill.
28. Adenanthos oreophilus E.C.Nelson
29. Adenanthos × pamelus E.Nelson
30. Adenanthos pungens Meisn.
31. Adenanthos sericeus Labill.
32. Adenanthos strictus A.S.George
33. Adenanthos teges A.S.George
34. Adenanthos terminalis R.Br.
35. Adenanthos velutinus Meisn.
36. Adenanthos venosus Meisn.